# 2-Mercaptoethanol
2-Mercaptoethanol (còn được gọi là β-mercaptoethanol, BME, 2BME hay β-met) là một hợp chất hóa học có công thức hóa học là HOCH2CH2SH. Đây là hợp chất vừa có tính chất của ethylene glycol, HOCH2CH2OH, và 1,2-ethanedithiol, HSCH2CH2SH. ME hay βME là cách viết tắt thông thường của chất này, hợp chất này được dùng để khử liên kết disulfide và có thể phản ứng như là một chất chống oxy hóa bằng cách cắt các gốc hydroxyl của các chất khác. 2-Mercaptoethanol được sử dụng rộng rãi vì nhóm hydroxyl tạo nên tính tan trong nước và làm giảm nhiệt độ bay hơi. So với thiol, ME được xem là dễ chịu hơn vì mùi, áp suất bay hơi, giúp làm giảm cảm giác khó chịu của nó.

## Điều chế
ME có thể được điều chế bằng phản ứng giữa hydrogen sulfide và ethylene oxit:

## Phản ứng
2-Mercaptoethanol phản ứng với aldehyde và ketone để cho ra các oxathiolan tương ứng. Chính điều này làm cho 2-mercaptoethanol được sử dụng làm nhóm bảo vệ.

## Ứng dụng

### Khử proteins
Một số protein có thể bị làm biến tính bởi 2-mercaptoethanol bằng khả năng phân cắt liên kết disulfide của chất này:
cysS-Scys + 2 HOCH2CH2SH → 2 cysSH + HOCH2CH2S-SCH2CH2OH
Bằng việc cắt liên kết S-S, cả hai cấu trúc bậc ba và cấu trúc bậc bốn của một số protein có thể bị đứt đoạn. Vì khả năng làm đứt đoạn cấu trúc của các protein, hợp chất này được sử dụng trong phân tích protein, ví dụ như, để đảm bảo rằng dung dịch protein chỉ chứa các đơn phân làm các phân tử, loại trừ các mối liên kết disulfide trong các dimer hay các oligomer có cấu trúc phức tạp hơn.
2-Mercaptoethanol thường được sử dụng thay thế với dithiothreitol (DTT) hay hợp chất không mùi tris(2-carboxyethyl)phosphine (TCEP) trong các ứng dụng sinh học.

### Làm biến tính Ribonuclease
2-Mercaptoethanol được sử dụng trong một số quá trình cô lập RNA để loại bổ các men ribonuclease giải phóng trong sự ly giải tế bào. Rất nhiều các liên kết disulfide làm cho enzyme ribonuclease trở nên rất bền vững, do đó 2-mercaptoethanol được dùng để khử liên kết disulfide và làm biến tính các protein trong một quá trình không thể đảo ngược. Điều này giúp ngăn chặn các enzyme này phân giải RNA trong quá trình phân tách.

## An toàn
2-Mercaptoethanol được xem là một chất độc, gây ra kích thích đường thông khí tại mũi và đường hô hấp trong lúc hít vào, kích thích lên da, ói mửa và đau dạ dày qua đường tiêu hóa, và có khả năng dẫn đến tử vong nếu bị phơi nhiễm với một lượng lớn.